# Fedwa Misk
Fedoua Miski (Arabisch: فدوى مسك) (ook wel Fedwa Misk) is een Marokkaans journalist en mensenrechtenactivist.
Misk studeerde geneeskunde aan de universiteit van Casablanca.
In 2011 richtte zij het online tijdschrift Qandisha op voor Marokkaanse vrouwen, en vrouwen in de Arabische wereld.